# Oskar Langner
Oskar (Ossi) Langner (* 11. März 1923 in Bentschine, Schlesien; † März 2007) war ein Jockey im deutschen Galopprennsport.

## Leben
Seine Lehre absolvierte Langner bei Albert Schlaefke in Berlin-Hoppegarten. Im Jahr 1938 begann er seine Jockey-Karriere, im Jahr 1945 erreichte er mit 20 Siegen im Championat einen Gleichstand mit W. Frommann. 1948 ging Langner nach Westdeutschland. 1953 war er mit der aus dem Gestüt Erlenhof stammenden Stute Naxos im Schwarzgold-Rennen sowie im Preis der Diana erfolgreich. Im selben Jahr war er mit dem Stallgefährten Niederländer im Großen Preis von Baden erfolgreich, welchen Langner insgesamt vier Mal für sich beanspruchen konnte (1968 auf Luciano, 1971 auf Cortez und 1973 auf Caracol). Die größten Erfolge seiner Jockey-Laufbahn feierte er in den 1960er Jahren. In dieser Zeit arbeitete er unter Trainer Sven von Mitzlaff für den Stall Olymp. 1966 gewann er auf Ilix (Stall Gamsdorf) das Deutsche Derby. Im selben Jahr errang er erneut das Deutsche Jockey-Championat. Am 15. Oktober 1973 beendete Langner mit insgesamt 1.106 Siegen seine Laufbahn als Jockey und wurde Trainer. Hier war er bis 1985 auf der Galopprennbahn Gelsenkirchen-Horst tätig. Als Trainer sattelte Oskar Langner 473 Sieger.